# Pedro Haces Barba
Pedro Miguel Haces Barba (Ciudad de México, 18 de julio de 1965) es un político y líder sindical mexicano, miembro del partido Morena. Es secretario general de la Confederación Autónoma de Trabajadores y Empleados de México (CATEM). Actualmente es diputado federal en la LXVI Legislatura.

## Trayectoria
Pedro Haces Barba fue militante del Partido Revolucionario Institucional (PRI) entre 1981 y 2013, ocupó los cargos de consejero político del partido en la Ciudad de México y presidente de la Comisión de Financiamiento del Comité Directivo Estatal del PRI en la misma entidad en 2013.
Ocupó el cargo de subsecretario en la antigua Secretaría de Pesca; como líder sindical, es secretario general del Sindicato Nacional de Trabajadores de Seguridad Privada, Vigilancia, Traslados de Valores, Manufacturas de Equipos de Seguridad, Limpieza y Mantenimiento, Similares y Conexos de la República Mexicana y secretario general de la Confederación Autónoma de Trabajadores y Empleados de México.
Senador de la República por representación proporcional, del Movimiento de Regeneración Nacional. Fue presidente de las comisiones de Comunicaciones y Transportes, y de Radio, Televisión y Cinematografía e integrante de las Comisiones de Trabajo y Previsión Social; y de Minería.
El 28 de agosto de 2024 fue nombrado Coordinador de Operación Política del Grupo Parlamentario de MORENA en la Cámara de Diputados, en la LXVI Legislatura.

## Polémicas
- Pedro Haces ha sido señalado por en su empresa recurrir al outsourcing, enriquecerse  con contratos públicos adjudicados de manera directa, y hacer trabajar a personas por salarios apenas superiores al mínimo, a veces sin contrato de por medio.[4]
- Como diputado federal Pedro Haces Barba se manifestó abiertamente en defensa de la tauromaquia y su legado cultural, luego de la aprobación del Congreso de la Ciudad de México de la prohibición de la violencia en las corridas taurinas.[5]
- También ha sido criticado por sus lujos y excesos como en su fiesta de cumpleaños en un club privado de la Ciudad de México en 2025. [6][7]

## Libros Publicados
- 2022: Breve Crónica del Sindicalismo en México; Editorial Miguel Ángel Porrúa.[8]

- 2023: Reforma Laboral; Editorial Miguel Ángel Porrúa.[9]

- 2024: Memorias de la Cumbre Nearshoring México; Editorial Miguel Ángel Porrúa.[10]

## Premios y Reconocimientos
- 2010: Estrella en el Paseo de la Fama de Las Vegas. [11]

- 2024: Reconocimiento a la Trayectoria por la Asociación Nacional de Locutores de México. [12]